# ジアゾ酢酸エチル
ジアゾ酢酸エチル(Ethyl diazoacetate)は、ジアゾ化合物で、有機化学の反応剤である。化学式は、N=N=CHC(O)OC2H5。1883年にテオドール・クルチウスが発見した。水中で、グリシンのエチルエステルを亜硝酸ナトリウム及び酢酸ナトリウムと反応させることで得られる。
カルベン前駆体として、アルケンのシクロプロパン化に用いられる。
有毒であるが、トロバフロキサシンの前駆体として産業的に用いられている。産業における安全な取扱い方の手順が公表されている。